# Volcher Coiter
Volcher Coiter (Groninga, 2 giugno 1534 – 1576) è stato un anatomista e naturalista olandese.

## Biografia
Studiò anatomia in Italia con Ulisse Aldrovandi e Aranzio a Bologna, con Gabriele Falloppio a Pisa, con Bartolomeo Eustachi a Roma; in Francia frequentò la scuola di Montpellier con Guillaume Rondelet.
Conseguì il dottorato in Medicina a Bologna nel 1562, dove poi tenne insegnamenti di Chirurgia e Anatomia. Qui fu incarcerato, probabilmente per ordine dell'Inquisizione nel 1566, poiché era di fede protestante; il suo nome non compare però né nell'Index librorum prohibitorum del 1559 né nell'Indice Tridentino.
Passò poi il resto della vita soprattutto in Germania. Il luogo di morte è dubbio tra Norimberga e Brienne.

## Attività scientifica
Coiter si allontanò dalla concezione dell’anatomia umana di Andrea Vesalio, per indirizzarsi verso l'anatomia comparata, secondo i contetti di Aldrovandi; gran parte del lavoro fu dedicato alla verifica dell’attendibilità delle teorie anatomiche di Aristotele, la maggiore autorità nel campo dell’anatomia comparata.
Avviò lo studio dell'osteologia comparativa facendo studi anatomici dettagliati sugli uccelli e diede vita alla prima classificazione scientifica degli uccelli, basata sulla struttura e sulle abitudini (De Differentiis Avium).
È considerato tra gli ideatori dell'anatomia patologica; descrisse per la prima volta alcuni muscoli del corpo umano (tra cui il corrugatore del sopracciglio), la meningite cerebrospinale e per primo raffigurò lo scheletro del feto, in Tractatus anatomicus de ossibus foetus abortivi et infantis dimidium annum nati (pubblicato postumo nel 1659).
Scrisse anche Externarum et Internarum Principalium Humani Corporis Partium Tabulae (1572) e De Avium Sceletis et Praecipius Musculis (1575).